# Begemder

Karte der Provinzen

Begemder (በጌምድር bägemdər [bəɡemdɨr], auch Gondar oder Gonder nach der Hauptstadt) war eine Provinz im Nordwesten Äthiopiens. 
Es gibt verschiedene Theorien über die Herkunft des Namens. Eine ist: von Bega (Bedscha) und meder (Land) (hier ist das Land der Bega oder Bedscha gemeint), nach einer Inschrift Kaiser Ezanas von Aksum, die die Umsiedlung von 4400 besiegten Bedschas in eine Provinz Matlia, deren Lage bis jetzt unbekannt ist, beschreibt.
Eine andere Vermutung ist, dass die ersten beiden Silben vom altäthiopischen Wort baggi` für Schaf (Amharisch bäg) kommen, allerdings wurden Schafe dort nie geweidet, und Beke glaubt, dass das auch nicht möglich ist. Beckingham und Huntingford merken an, dass Begemder eigentlich das Gebiet westlich des Tanasees bezeichnet, wo Wasser knapp ist, und merken an, dass das fehlende Wasser auf bäga („trockene Jahreszeit“) als Quelle des Namens hinweist.

## Entwicklung
Die früheste aufgezeichnete Erwähnung von Begemder ist auf Fra Mauros Weltkarte um 1460, wo es als Königreich beschrieben wird. Ebenso beschrieb Kaiser Lebna Dengel Begemder in seinem Brief an den König von Portugal 1526 als Königreich, das aber Teil seines Kaiserreichs war.
Im Jahre 1942 wurde Semien mit Begemder vereint. Nachdem im Jahre 1995 in Äthiopien eine neue Verfassung angenommen wurde, wurde Begemder zwischen den neuen Regionen Benishangul-Gumuz (Metekel Zone), Tigray (Mi'irabawi Zone), und Amhara aufgeteilt.